# Dean Oliver
Dean Oliver (nacido el 5 de noviembre de 1978 en Quincy, Illinois) es un exjugador y entrenador de baloncesto estadounidense que jugó dos temporadas en la NBA, además de hacerlo en diversas ligas menores de su país y en varias competiciones europeas. Con 1,80 metros de estatura, lo hacía en la posición de base. Es en la actualidad entrenador asistente de la Universidad de Wisconsin.

## Trayectoria deportiva

### Universidad
Jugó durante cuatro temporadas con los Hawkeyes de la Universidad de Iowa, en las que promedió 14,9 puntos, 2,8 rebotes y 4,8 asistencias por partido. Fue elegido en sus tres últimas temporadas en el tercer mejor quinteto de la Big Ten Conference, y lideró la conferencia en 2000 en robos de balón, y al año siguiente en asistencias. Es uno de los tres únicos jugadores de la historia de la misma en conseguir 1.500 puntos, 500 asistencias y 200 robos de balón.

### Profesional
Tras no ser elegido en el 2001, fichó por los Golden State Warriors como agente libre, con los que disputó 35 partidos en dos temporadas, en los que promedió 1,8 puntos y 1,3 asistencias.
En febrero de 2003 fichó por los Greenville Groove de la NBA D-League, disputando únicamente seis partidos antes de ser despedido, y fichado dos días después por los Asheville Altitude. Allí acabó la temporada promediando 9,5 puntos y 3,5 asistencias por partido.
En 2004 fichó por los Cedar Rapids River Raiders de la USBL, y posteriormente por los Dakota Wizards de la CBA, con los que consiguió el campeonato.
Se marchó entonces a jugar a Europa, haciéndolo en la liga eslovena, en la croata, en la polaca, en la griega, en la holandesa y en la francesa. En 2006 ganó la Copa de Croacia con el KK Zadar, mientras que en 2008 y 2009 ganó la Copa de los Países Bajos con el EiffelTowers.

## Estadísticas de su carrera en la NBA

### Temporada regular
| Temporada | Edad | Equipo                | Liga | Pos. | P  | TIT | MIN | TC  | TCA | %TC  | 3P  | 3PA | %3P  | 2P  | 2PA | %2P  | TL  | TLA | %TL  | R.OF. | R.DEF. | REB | ASIS | ROB | TAP | PER | FP  | PTS |
| 2001-02   | 23   | Golden State Warriors | NBA  | PG   | 20 | 0   | 7.0 | 0.9 | 2.3 | .370 | 0.1 | 0.7 | .154 | 0.8 | 1.7 | .455 | 0.3 | 0.5 | .667 | 0.0   | 0.4    | 0.4 | 1.1  | 0.2 | 0.0 | 0.6 | 0.8 | 2.1 |
| 2002-03   | 24   | Golden State Warriors | NBA  | PG   | 15 | 0   | 6.2 | 0.5 | 1.9 | .241 | 0.1 | 0.4 | .167 | 0.4 | 1.5 | .261 | 0.5 | 0.5 | .875 | 0.5   | 0.5    | 1.1 | 1.5  | 0.5 | 0.0 | 0.7 | 0.6 | 1.5 |
| Total     |      |                       | NBA  |      | 35 | 0   | 6.6 | 0.7 | 2.1 | .320 | 0.1 | 0.5 | .158 | 0.6 | 1.6 | .375 | 0.4 | 0.5 | .765 | 0.2   | 0.5    | 0.7 | 1.3  | 0.3 | 0.0 | 0.6 | 0.7 | 1.8 |